# Sent Martin de Miranda
Sent Martin (en francès Saint-Martin) és un municipi francès situat al departament del Gers i a la regió d'Occitània.

## Demografia
| 1962                                       | 1968 | 1975 | 1982 | 1990 | 1999 | 2005 |
| ------------------------------------------ | ---- | ---- | ---- | ---- | ---- | ---- |
| 187                                        | 226  | 219  | 338  | 363  | 420  | 468  |
| Des de 1962: població sense dobles comptes |      |      |      |      |      |      |

## Administració
| Període   | Identitat              | Partit |
| --------- | ---------------------- | ------ |
| 1935-1971 | René Dutrey            |        |
| 1971-1977 | André Souriguère       |        |
| 1977-1995 | Raymond Viau           |        |
| 1995-     | Jean-Claude Souriguère |        |